# Henry Ho
„Henry” Ho Wai Kun (chiń. trad. 何偉權, ur. 12 stycznia 1982 roku w Makau) – kierowca wyścigowy z Makau.

## Kariera
Ho rozpoczął karierę w wyścigach samochodowych w 2006 roku od gościnnych startów w dywizji 1 Asian Touring Championship, gdzie dziewięciokrotnie stawał na podium, a czterokrotnie na jego najwyższym stopniu. Uzbierane 129 punktów pozwoliło mu zdobyć tytuł mistrza serii. Od 2009 roku startuje w azjatyckich wyścigach World Touring Car Championship.

## Statystyki
| Sezon | Seria                                                 | Zespół                          | Wyścigi | Zwycięstwa | PP | NO | Podium | Punkty | Pozycja |
| ----- | ----------------------------------------------------- | ------------------------------- | ------- | ---------- | -- | -- | ------ | ------ | ------- |
| 2006  | Asian Touring Championship Division 1                 | Henry Ho                        | 9       | 4          | 2  | 3  | 9      | 129    | 1       |
| 2009  | World Touring Car Championship                        | Liqui Moly Team Engstler        | 4       | 0          | 0  | 0  | 0      | 0      | NS      |
| 2009  | World Touring Car Championship - Independent's Trophy | Liqui Moly Team Engstler        | 4       | 0          | 0  | 0  | 0      | 11     | 15      |
| 2010  | World Touring Car Championship                        | Ho Chun Kei / Sports & You Asia | 3       | 0          | 0  | 0  | 0      | 0      | NS      |
| 2012  | World Touring Car Championship                        | Five Auto Racing Team           | 2       | 0          | 0  | 0  | 0      | 0      | NS      |
| 2013  | World Touring Car Championship                        | Liqui Moly Team Engstler        | 6       | 0          | 0  | 0  | 0      | 0      | 23      |
| 2013  | World Touring Car Championship - Independent's Trophy | Liqui Moly Team Engstler        | 6       | 0          | 0  | 0  | 1      | 12     | 15      |

† – Ng nie był zaliczany do klasyfikacji generalnej